# Joqueta

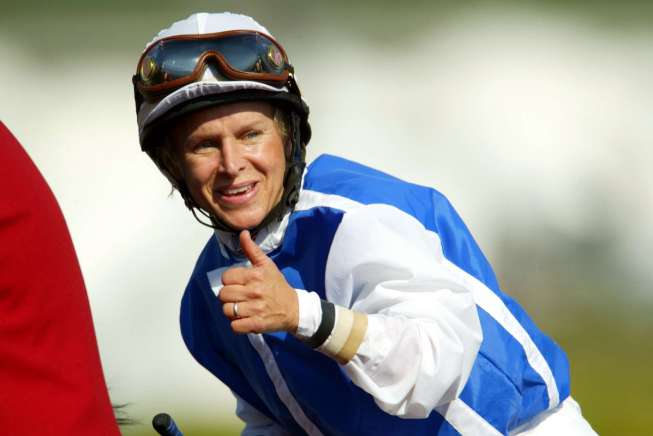
Julie Krone

Joqueta é o termo que designa o gênero feminino de jóquei. As joquetas participam das competições em igualdade de condições com os jóqueis. 
A joqueta mais famosa no turfe foi a americana Julie Krone, quase um Ricardinho das pistas americanas, correu de 1981 a 1999 e conquistou nada menos que 3.545 páreos em 20.470 corridos.
No Brasil, a mais famosa foi Susana Davis (S. Davis), que montou principalmente no Hipódromo do Cristal nos anos 1960 e 1970, parando por lesões.
Nesta década no Brasil há Janaina Baptista Isabel  (J. Isabel) no Rio Grande do Sul , Aderlandia Alves (A. Alves) em São Paulo , Josiane Gulart (J. Gulart) e Maylan Studart (M. Studart) no Rio de Janeiro, e depois em Nova Iorque.
Outros nomes  a citar no Brasil : Jaqueline Cabral (J. Cabral),  Camila Reis (C. Reis), Jeane Alves (J. Alves), Tays M. Santos (T. M. Santos), Marcelle Martins (M. Martins) , Mariane Beatriz (M. Beatriz).

## Links
- Woman Jockey